# Crépy-en-Valois
Crépy-en-Valois ist eine französische Stadt mit 14.243 Einwohnern (Stand 1. Januar 2022) im Département Oise in der Region Hauts-de-France. Sie gehört zum Arrondissement Senlis, zum Kanton Crépy-en-Valois und zum Gemeindeverband Pays de Valois.

## Geographie
Die Stadt Crépy-en-Valois liegt 92 m über dem Meer, 65 Kilometer nordöstlich von Paris und 24 Kilometer südlich von Compiègne. Sie war die Hauptstadt der früheren Grafschaft Valois.

## Geschichte
Die Stadt, deren Gründung im Dunkel liegt, wurde vermutlich von den Römern besetzt. Im 10. Jahrhundert wurde sie von den Herren von Crépy befestigt; die Reste der Befestigung sind in der rue des Taillandiers und in der rue Sainte-Agathe erhalten.
Unter den Grafen von Valois wurde die Abtei Saint-Arnoul im Jahre 1008 gegründet. Philipp von Elsass und seine Frau Elisabeth gründeten 1182 ein Stift, das sie dem Erzbischof von Canterbury Thomas Becket widmeten. Dadurch zog die Stadt viele Pilger an. Auch nach dem  Anschluss Valois’ an Frankreich im Jahr 1213 hielt die Blüte der Stadt infolge der Pilgerströme an.
Im Hundertjährigen Krieg wurde die Stadt verwüstet. 1638 erhob Gaston von Orleans sie erneut zu einem wichtigen Verwaltungssitz. Diese Funktion verlor sie bereits 1703 wieder. In den Weltkriegen wurde die Stadt mehrfach bombardiert.

## Bevölkerungsentwicklung
| Jahr                       | 1962 | 1968 | 1975   | 1982   | 1990   | 1999   | 2011   | 2021   |
| -------------------------- | ---- | ---- | ------ | ------ | ------ | ------ | ------ | ------ |
| Einwohner                  | 7379 | 8660 | 10.920 | 12.228 | 13.222 | 14.436 | 14.374 | 14.217 |
| Quellen: Cassini und INSEE |      |      |        |        |        |        |        |        |

## Sehenswürdigkeiten

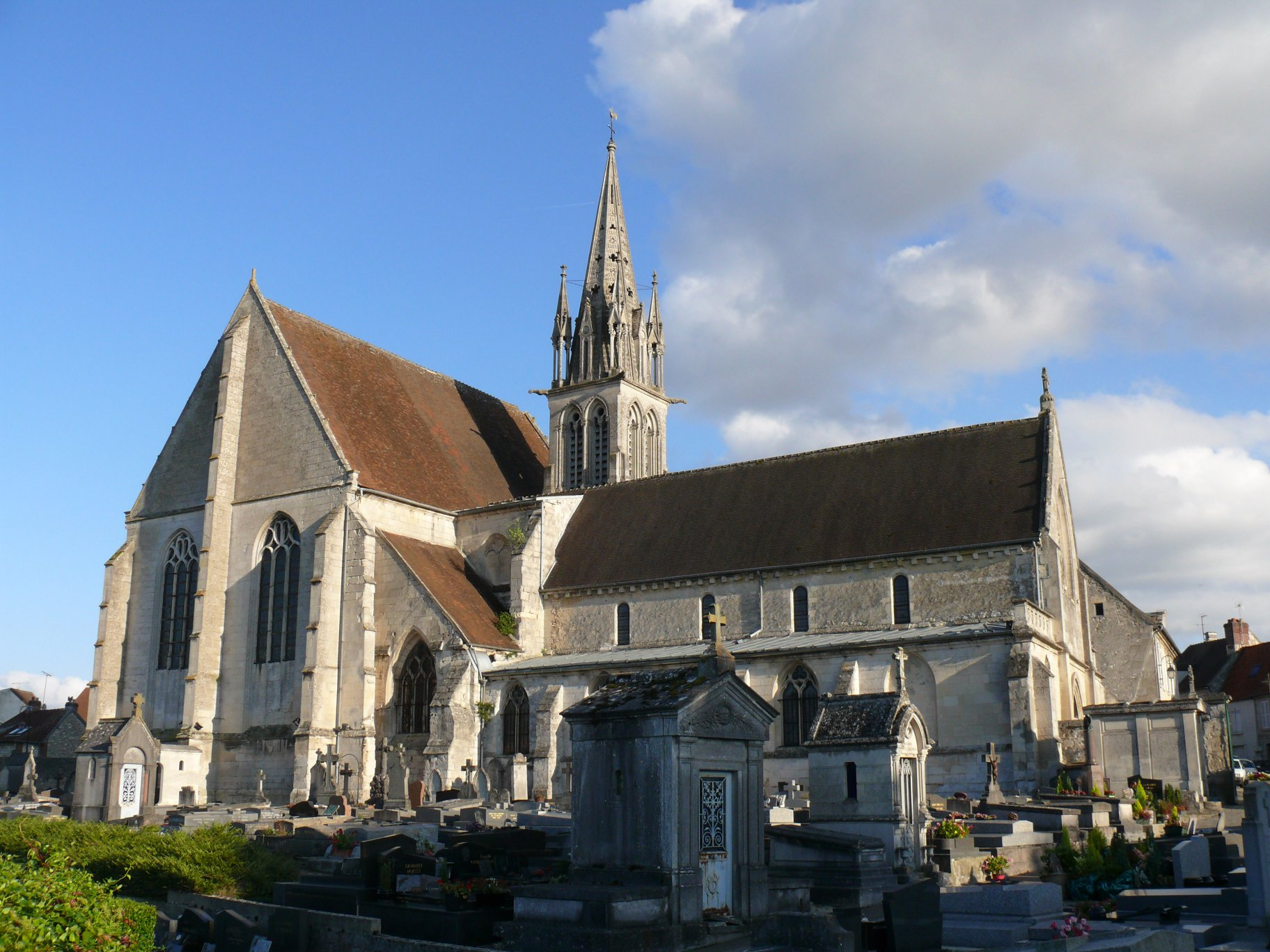
Kirche Saint-Denis
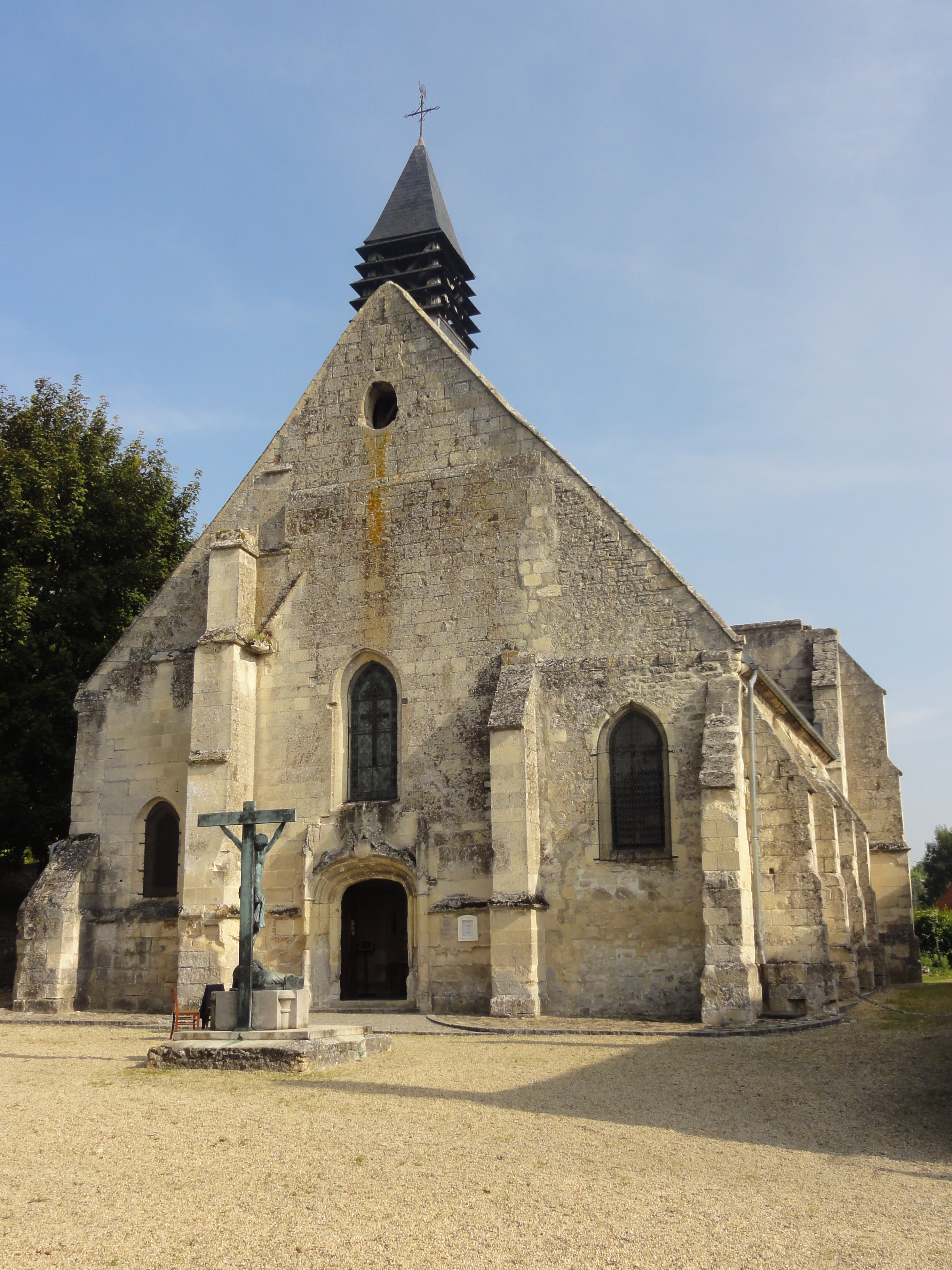
Kirche Saint-Martin
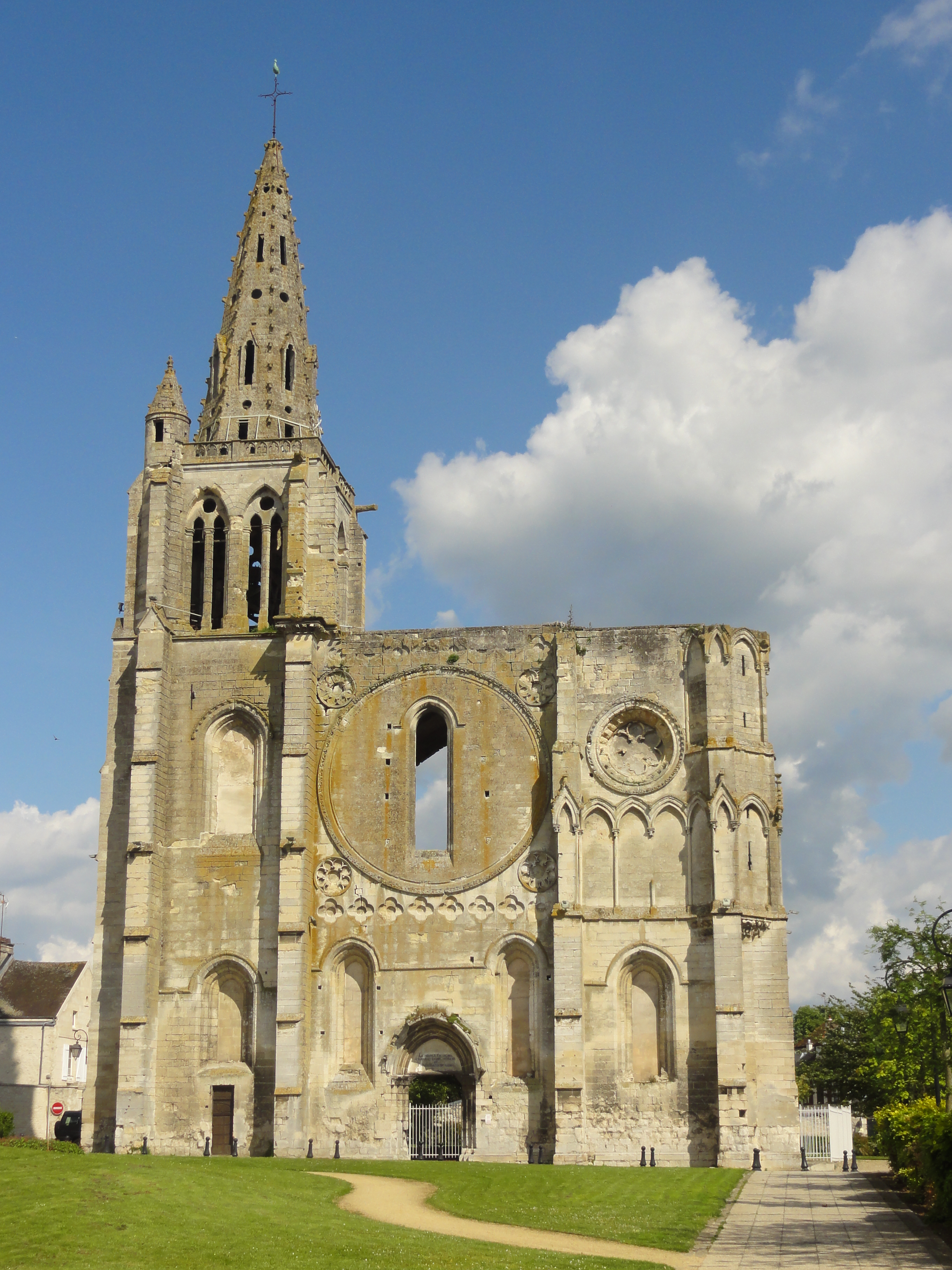
Ruinen der Klosterkirche Saint-Thomas
- Schloss Geresme
- Schloss Saint-Aubin
- Rathaus (Hôtel de ville)
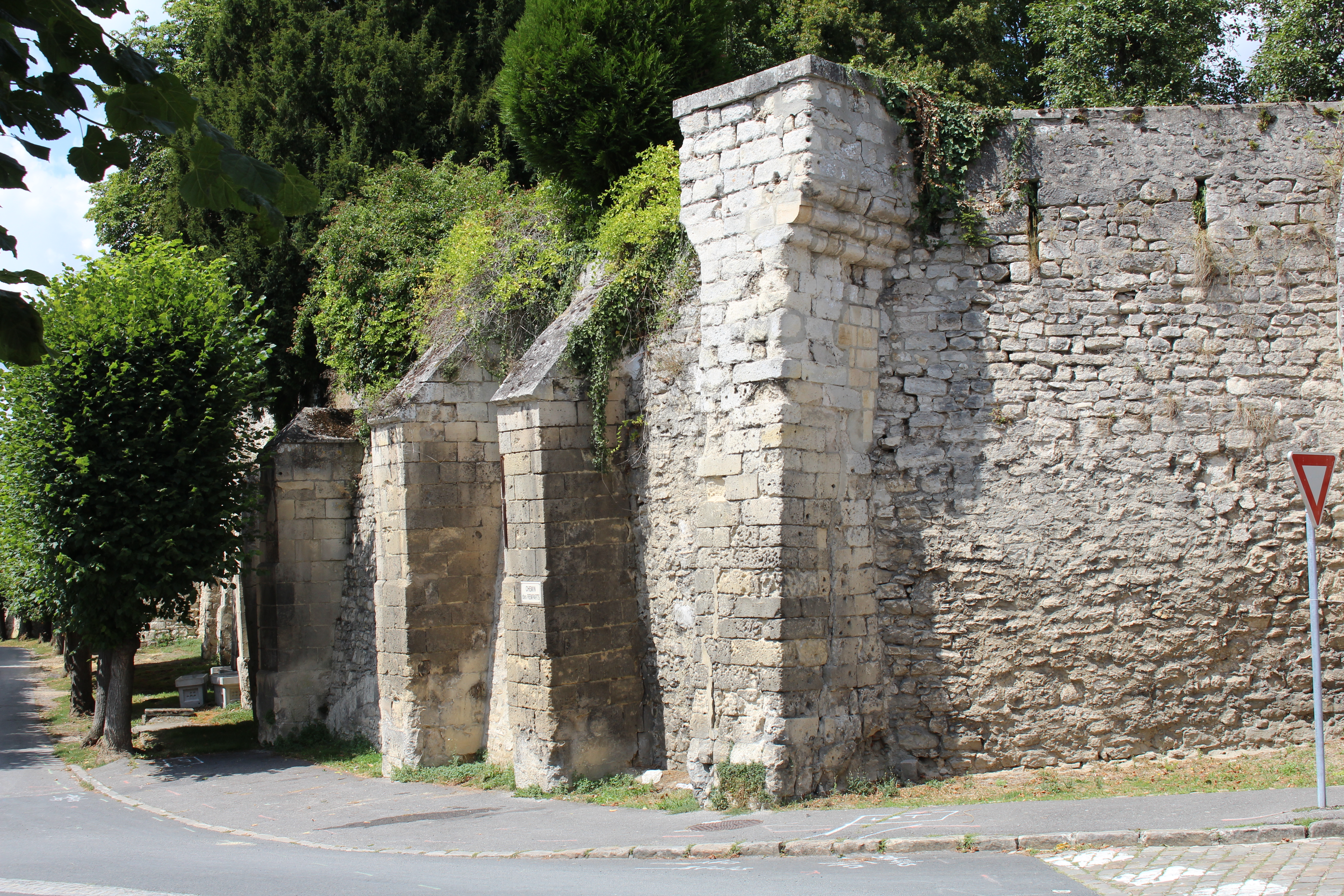
Reste der Stadtmauern
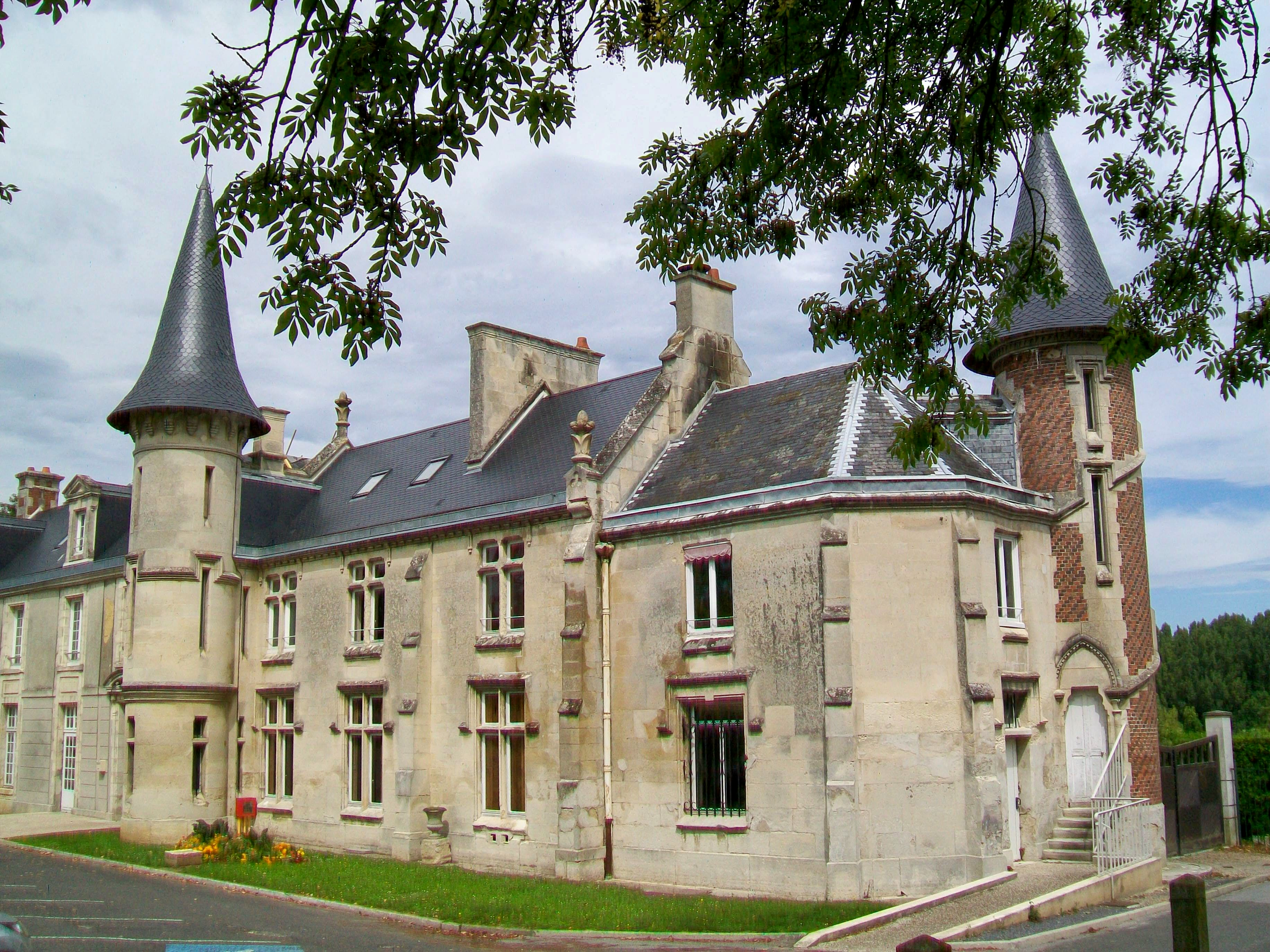
Schloss Geresme
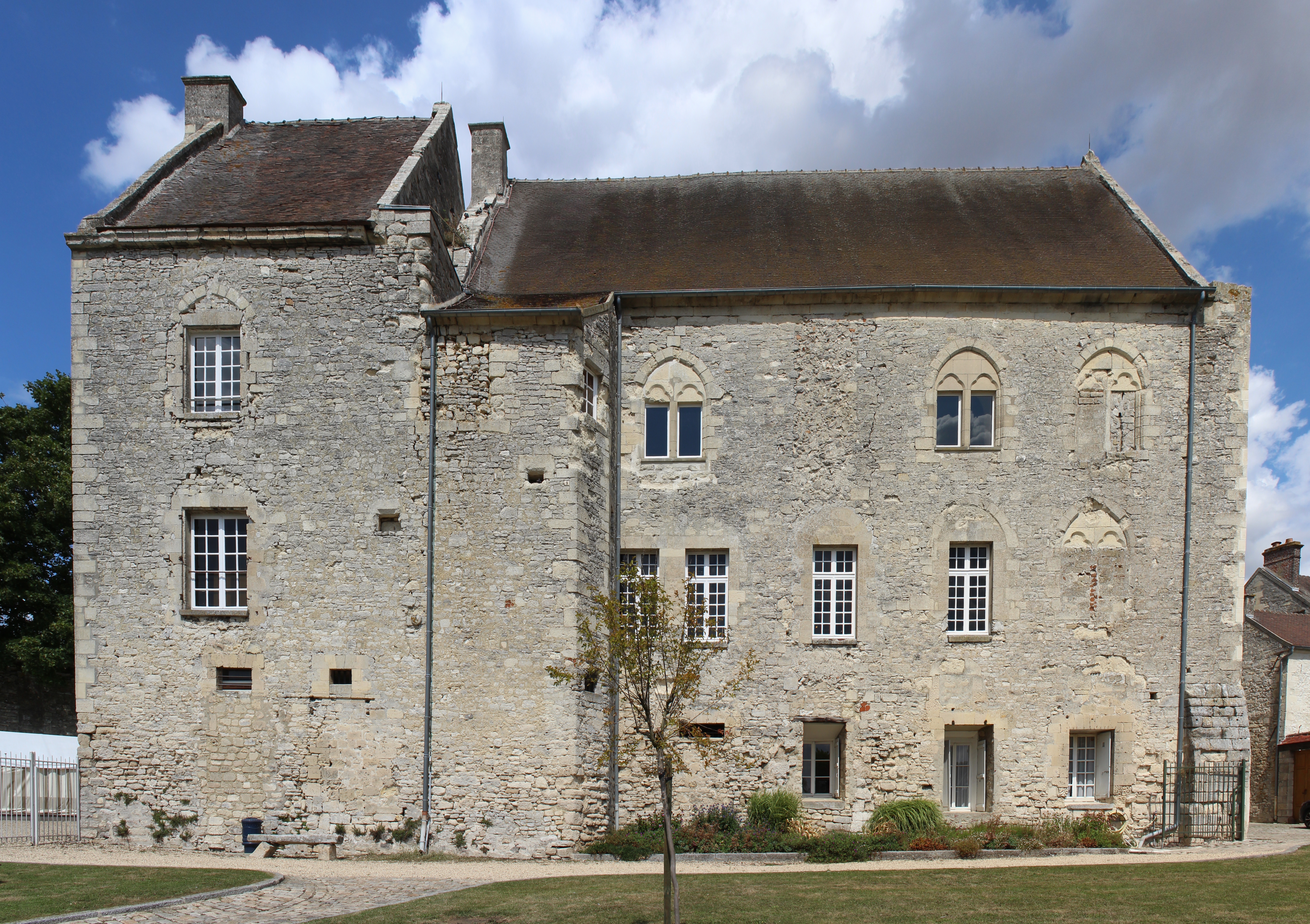
Schloss Saint-Aubin

- Kirche Saint-Denis
- Koirche Saint-Martin
- Ruinen der Klosterkirche Saint-Thomas
- Reste der Stadtmauern
- Schloss Geresme
- Schloss Saint-Aubin

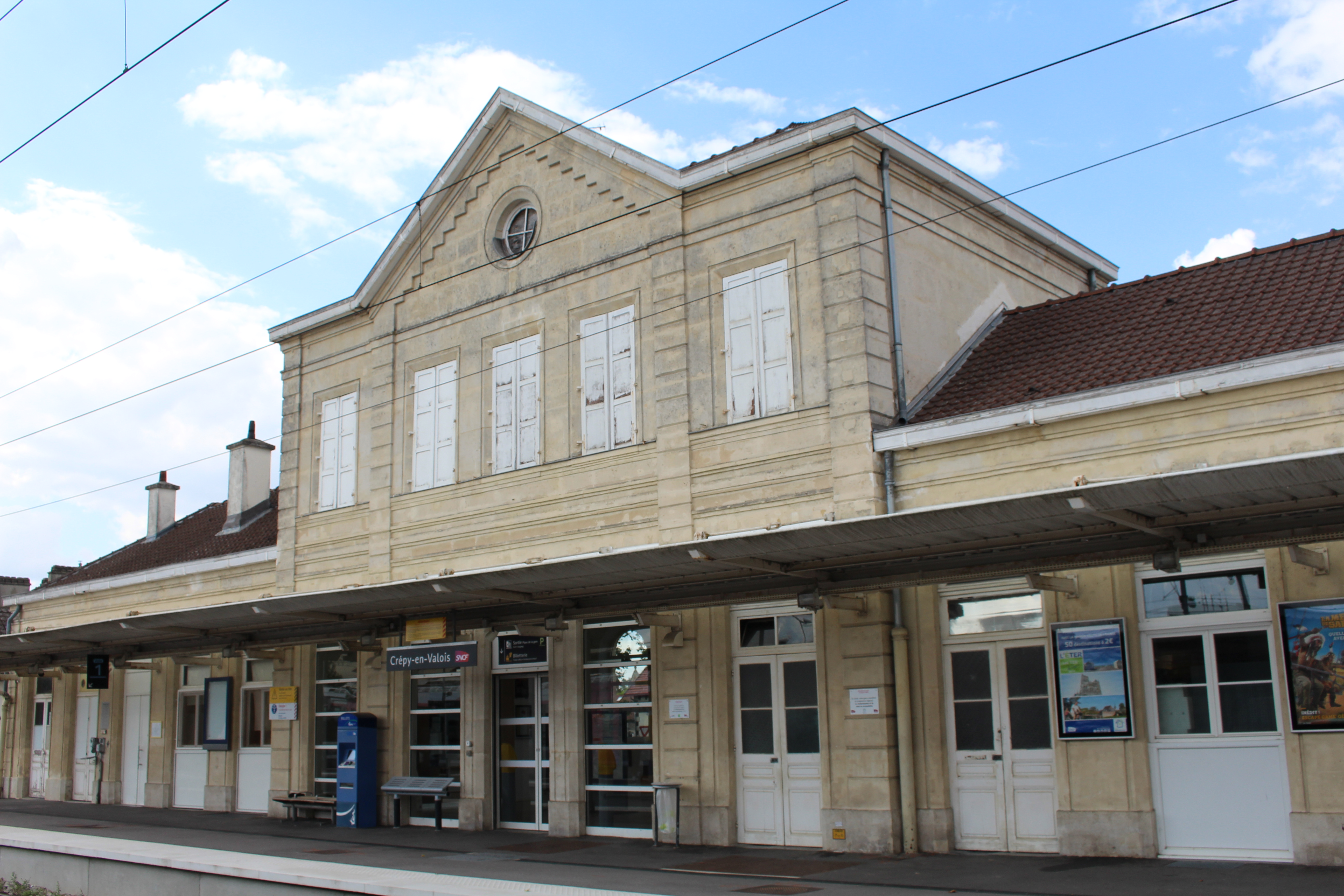
Bahnhof
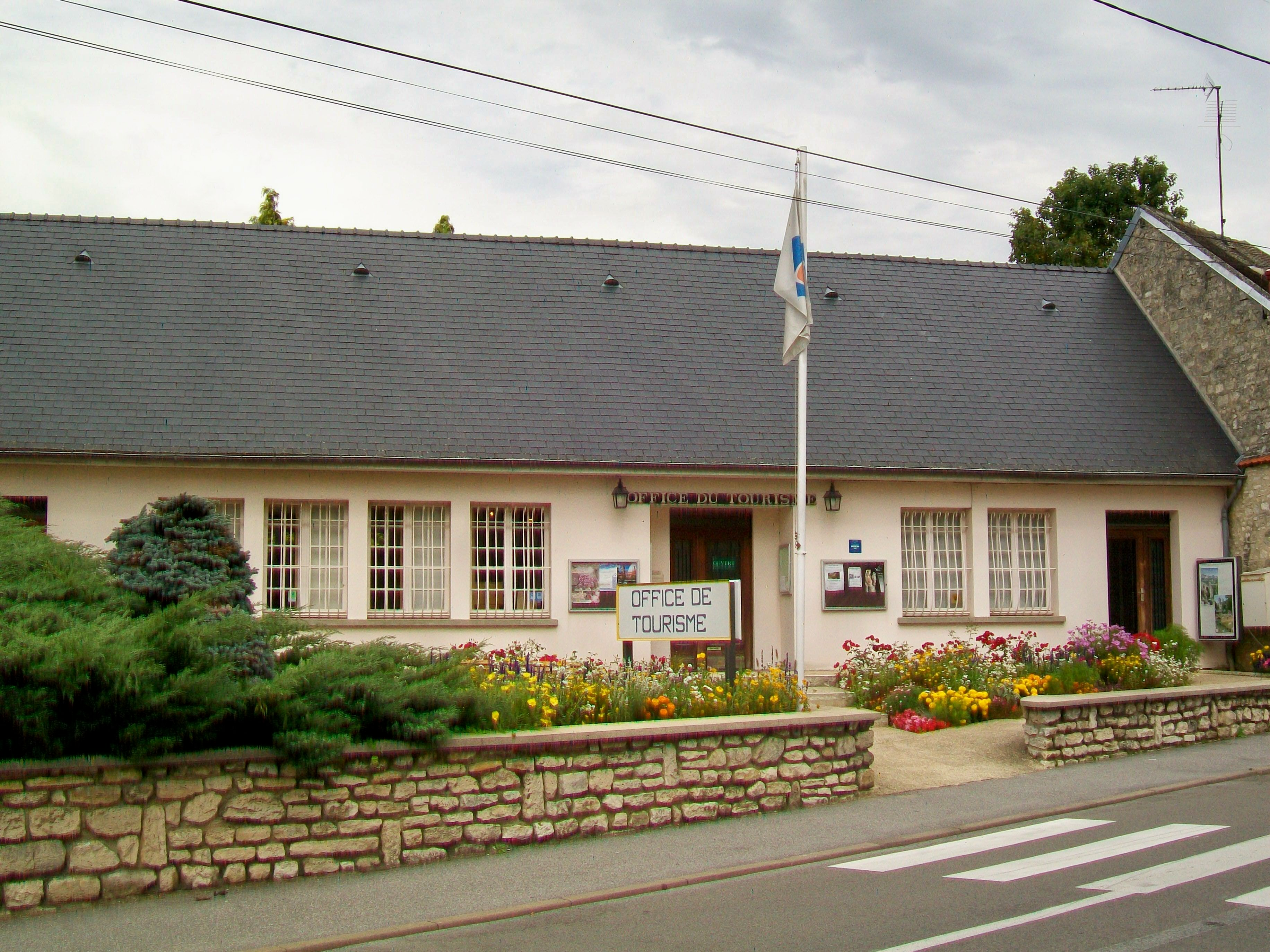
Tourismusbüro
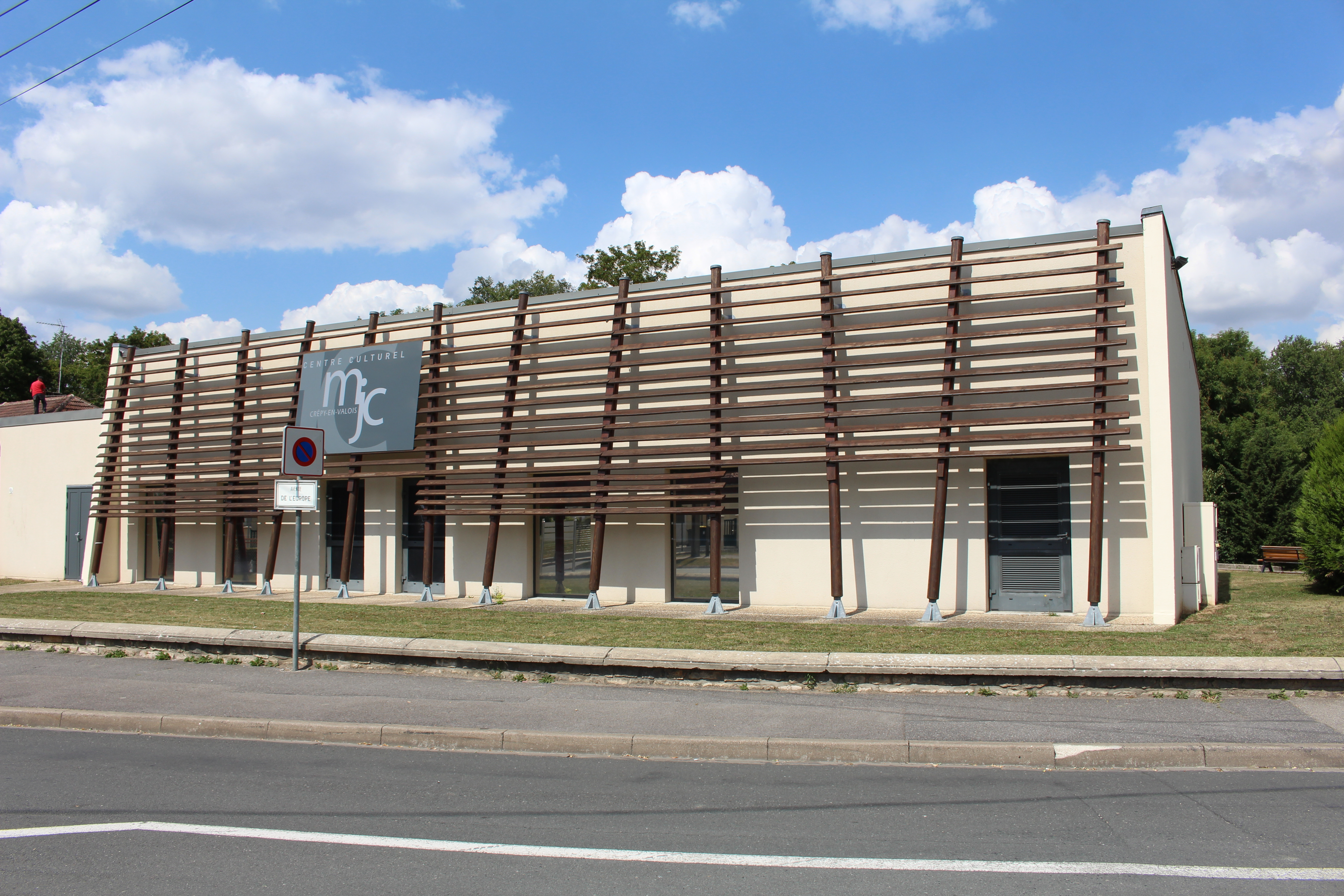
Kulturzentrum
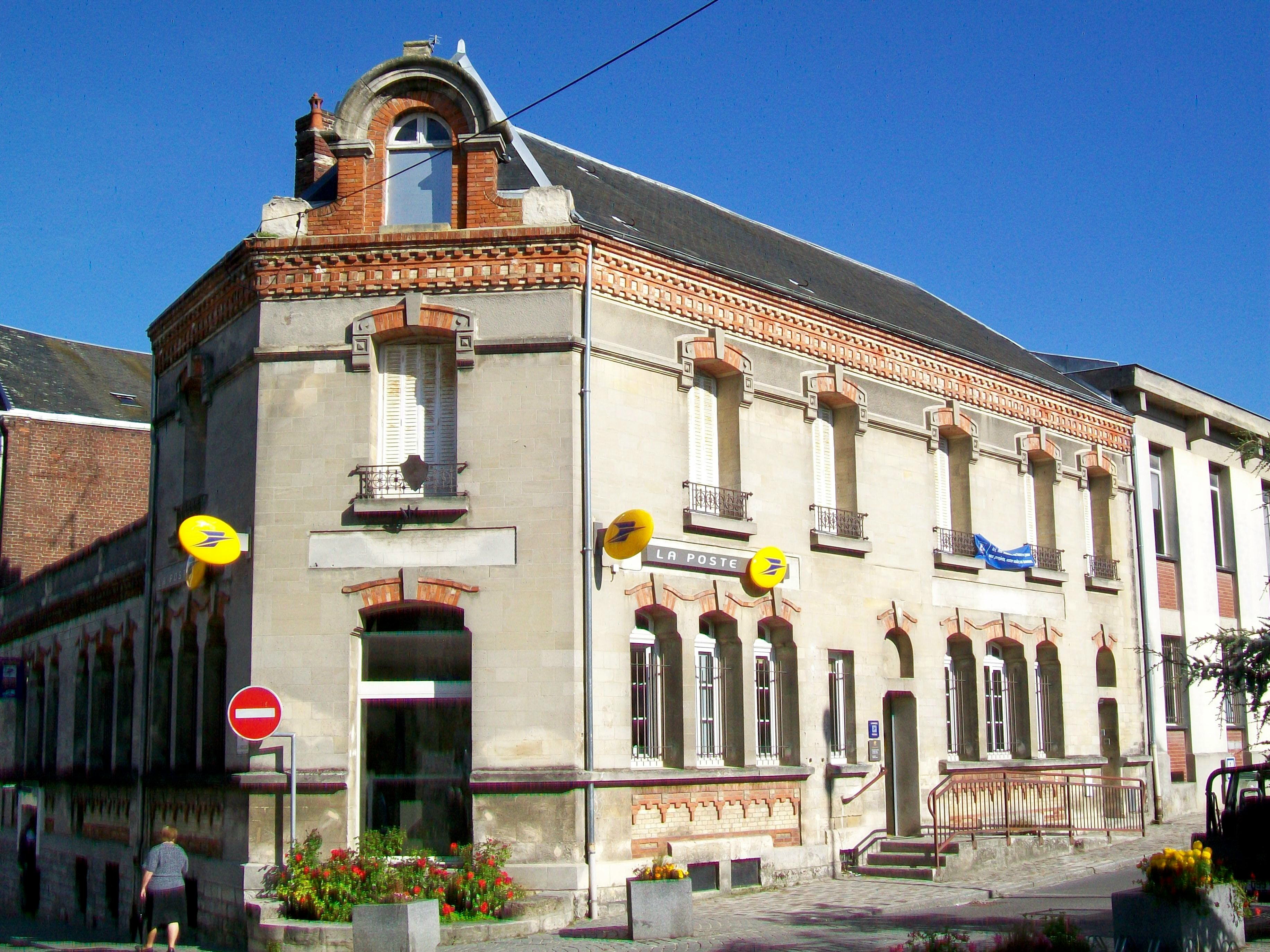
Postamt
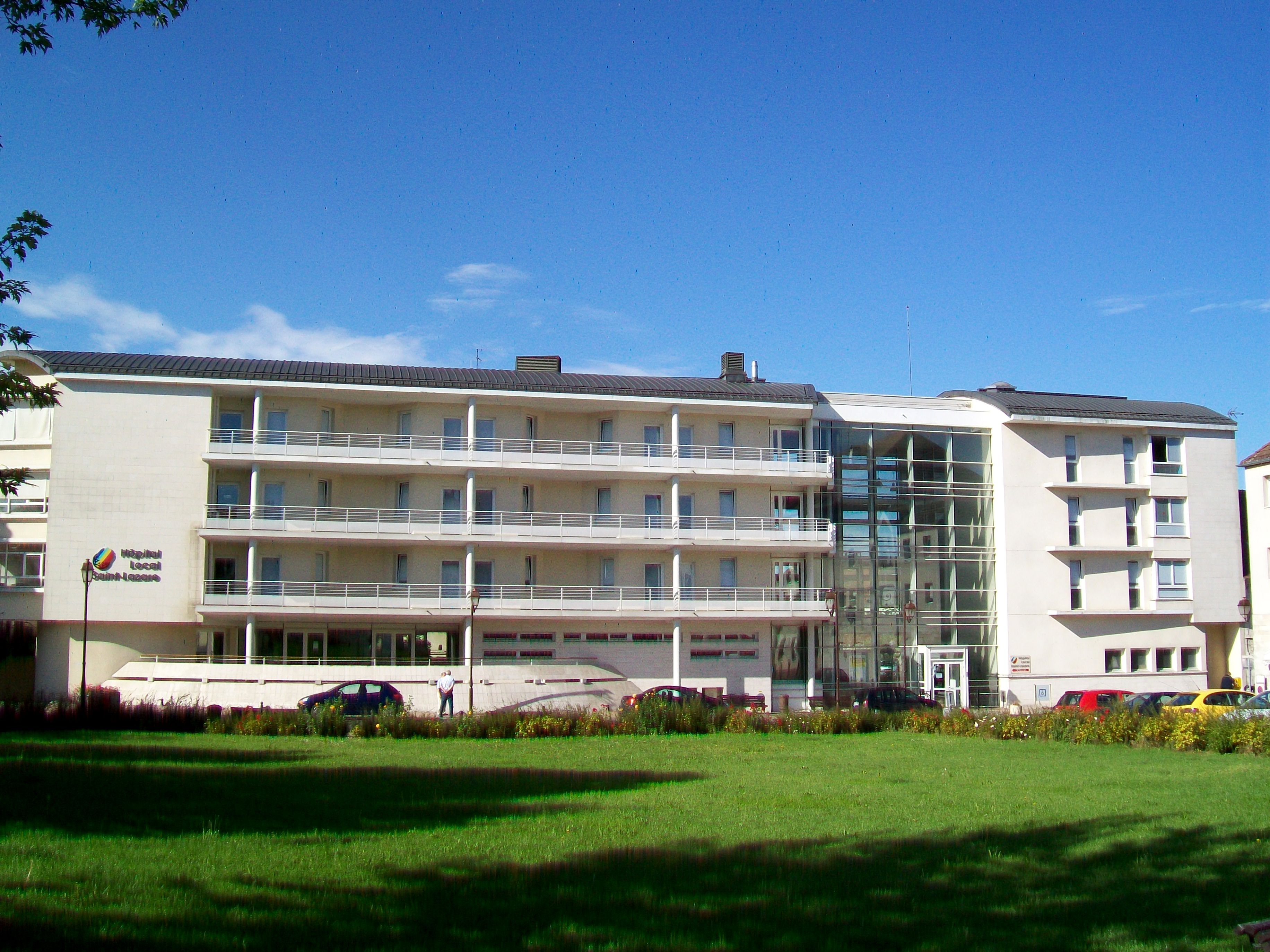
Klinik
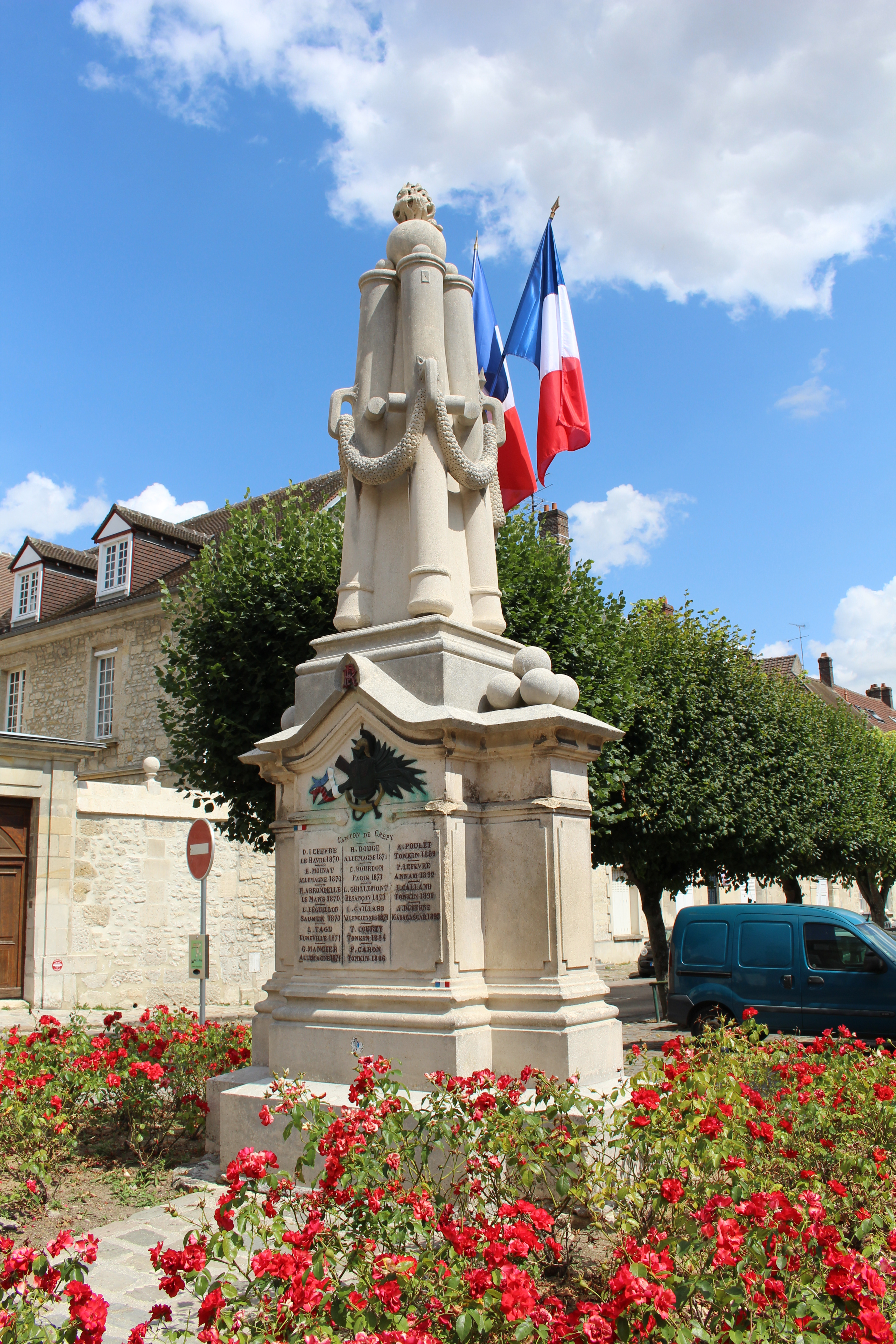
Gefallenendenkmal (Deutsch-Französischer Krieg)

## Städtepartnerschaften
Crépy-en-Valois ist durch Städtepartnerschaften verbunden mit:
- Antoing in Belgien (seit 1957)
- Zell (Mosel) in Rheinland-Pfalz (seit 1957)
- Płońsk in Polen (seit 2002)

## Persönlichkeiten
Geboren in Crépy:
- Charles-Antoine Leclerc de La Bruère (1714–1754), Dramenautor und Historiker
- Maurice Levaillant (1883–1961), Dichter, Romanist und Literaturwissenschaftler
- Jean-Eudes Demaret (* 1984), Radrennfahrer und Triathlet

Gelebt in Crépy:
- Pierre Brice (1929–2015), für 30 Jahre bis 2015 im unter Napoleon III. gebauten Jagdschlösschen Domaine des Moinets[2]